# Piment langue d'oiseau
Pour les articles homonymes, voir Langue d'oiseau.
Ce terme peut designer plusieurs cultivars ou variétés de Capsicum frutescens, parmi lesquelles :
- Pili-pili[1]
- Piment oiseau[2]

Le nom « langue d'oiseau » peut faire référence au fait que, séchés, ces piments ressemblent à une langue d'oiseau coupée. Le terme peut aussi désigner le fait que les oiseaux en sont particulièrement friands (voir piment oiseau).